# Carex sororia
Carex sororia är en halvgräsart som beskrevs av Carl Sigismund Kunth. Carex sororia ingår i släktet starrar, och familjen halvgräs.

## Underarter
Arten delas in i följande underarter:
- C. s. pseudobracteosa
- C. s. sororia